# Hochalpl (Karnischer Hauptkamm)
Das Hochalpl, italienisch Monte Oregone, ist ein 2384 m ü. A. respektive 2385 m s.l.m. hoher Gipfel des östlichen Karnischen Hauptkamms zwischen St. Lorenzen in Kärnten (Österreich) und den oberitalienischen Orten Sappada (Venetien) und Forni Avoltri (Friaul-Julisch Venetien).

## Lage und Landschaft
Die Berg liegt zwischen dem Lesachtal (dem obersten Gailtal), dem Val Visdende des Cadore und dem Canale di Gorto (Val Degano, Deganotal) Karniens, an der österreichisch-italienischen Grenze, 22 Kilometer südlich von Lienz (Osttirol) und 33 Kilometer nordwestlich von Tolmezzo.
Der grasbestandene Gipfel erhebt sich weitgehend unscheinbar im Grat, nur seine Nordostflanke bricht als Felswand über 250 m ab.
Der Hauptkamm läuft nordwestwärts über das Hochalpljoch (Passo dell’Oregone, 2278/81 m), zur Weißsteinspitze (Monte Tap de Cadene, 2479/80 m) und dann zur Torkarspitze (Monte Pietra Bianca, 2574/73 m), und nordostwärts über das Bladner Joch (Passo dei Sappadini, 2127/26 m) und Öfner Joch (Giogo Veranis, 2011 m) zur Raudenspitze (Monte Fleons, 2507 m). Der Nebengrat führt südwestwärts zum beherrschenden Monte Peralba (Hochweißenstein, 2674 m), und dann über den Chiadenis (2490 m) südwärts weiter in die Karnischen Voralpen (Südliche Karnische Alpen). Nördlich gegenüber erhebt sich der Zwölferspitz (2592 m ü. A.), südöstlich das Massiv des Monte Avanza (2481 m s.l.m.).
Politisch gehört der Gipfel zur Gemeinde Lesachtal im Bezirk Hermagor, zu Santo Stefano di Cadore in der Provinz Belluno und zu Forni Avoltri in der Region Friaul-Julisch Venetien, bildet also das Dreiländereck Kärnten/Veneto/Friaul-Julisch Venetien.
Die Nordflanke entwässert zum Frohnbach, der bei St. Lorenzen in die Gail mündet, einem Nebenfluss der Drau zur Donau. Im Westen liegt ein Hochtal, das über den Torrente Cordevole zur Piave und in die Adria entwässert. Südöstlich liegt das Quellgebiet des Torrente Degano, der als Nebenfluss des Tagliamento ebenfalls in die Adria geht. Damit gehört der Gipfel zur Wasserscheide Mittelmeer–Schwarzes Meer.

## Geschichte
Raudenspitze, Chiadenis und Avanza waren in der Alpenfront des Ersten Weltkriegs von großer strategischer Bedeutung. Das Hochalpl als Angelpunkt war kreuz und quer von Schützengräben überzogen, die bis heute sichtbar sind.

## Besteigung
Der Berg kann von allen Seiten und Talorten leicht bestiegen werden, auch als Schitour.
Stützpunkt von der österreichischen Seite ist das Hochweißsteinhaus (1867 m ü. A.), von dem man über Hochalpljoch wie Bladnerjoch heraufsteigt. Dort verläuft auch der Karnische Höhenweg (403), hier auch E10, Südalpenweg (03), Kärntner Grenzweg (KGW) und Via Alpina.
Italienischerseits liegt südlich die Rifugio Calvi (2167 m s.l.m.) und östlich unter dem Öfnerjoch die Casera Fleons di sotto (1600 m), die Hochalm Fleons di sopra (ca. 1880 m) sind einige Unterstände.
Die Nordostwand ist mit UIAA VII+ eine der schwersten Kletterrouten der Karnischen Alpen.